# Krystyna (żona Bolesława I Wysokiego)
Krystyna (ur. przed 1150, zm. 23 lutego między 1204 a 1208) – druga żona Bolesława Wysokiego.
Przypuszcza się, że była niemiecką hrabianką. Kazimierz Jasiński przypuszczał, że mogła pochodzić z rodu hrabiowskiego z pogranicza sasko-turyńskiego: Eversteinów, Homburgów lub Pappenburgów.
Z małżeństwa z Bolesławem Wysokim miała kilkoro dzieci, w tym: Henryka Brodatego i Adelajdę Zbysławę.
Starsza literatura błędnie przyjmowała, że drugą żoną Bolesława Wysokiego była Adelajda z Sulzbachu, z kolei Krystyna uchodziła za drugą żonę Władysława II Wygnańca; okazało się, że Adelajda to postać fikcyjna, a Krystyna była żoną Bolesława Wysokiego, a nie jego ojca.

## Genealogia
| NN ur. ? zm. ? | NN ur. ? zm. ? |                |                | NN ur. ? zm. ? | NN ur. ? zm. ? |  |  | NN ur. ? zm. ? | NN ur. ? zm. ? |                |                | NN ur. ? zm. ? | NN ur. ? zm. ? |
|                |                |                |                |                |                |  |  |                |                |                |                |                |                |
|                |                |                |                |                |                |  |  |                |                |                |                |                |                |
|                |                | NN ur. ? zm. ? | NN ur. ? zm. ? |                |                |  |  |                |                | NN ur. ? zm. ? | NN ur. ? zm. ? |                |                |
|                |                |                |                |                |                |  |  |                |                |                |                |                |                |
|                |                |                |                |                |                |  |  |                |                |                |                |                |                |
|                |                |                |                |                |                |  |  |                |                |                |                |                |                |

|                                                       |                                                       | Bolesław I Wysoki ur. 1127 zm. 8 XII 1201 OO 1160? | Bolesław I Wysoki ur. 1127 zm. 8 XII 1201 OO 1160? | Krystyna (ur. przed 1150, zm. 23 II między 1204 a 1208) | Krystyna (ur. przed 1150, zm. 23 II między 1204 a 1208) |                                              |                                              |                                                        |                                                        |
|                                                       |                                                       |                                                    |                                                    |                                                         |                                                         |                                              |                                              |                                                        |                                                        |
|                                                       |                                                       |                                                    |                                                    |                                                         |                                                         |                                              |                                              |                                                        |                                                        |
|                                                       |                                                       |                                                    |                                                    |                                                         |                                                         |                                              |                                              |                                                        |                                                        |
| Berta ur. po 1160 zm. 7 V po 1174                     | Berta ur. po 1160 zm. 7 V po 1174                     | Bolesław ur. 1157–1163 zm. 2 lub 3 V 1175–1181     | Bolesław ur. 1157–1163 zm. 2 lub 3 V 1175–1181     | Konrad ur. 1160–1168 zm. 5 VII 1175–1190                | Konrad ur. 1160–1168 zm. 5 VII 1175–1190                | Jan ur. zap. 1161–1169 zm. 10 III przed 1174 | Jan ur. zap. 1161–1169 zm. 10 III przed 1174 | Adelajda Zbysława ur. w okr. 1157–1166 zm. 29 III 1213 | Adelajda Zbysława ur. w okr. 1157–1166 zm. 29 III 1213 |
|                                                       |                                                       |                                                    |                                                    |                                                         |                                                         |                                              |                                              |                                                        |                                                        |
| Henryk I Brodaty ur. w okr. 1165–1170 zm. 19 III 1238 | Henryk I Brodaty ur. w okr. 1165–1170 zm. 19 III 1238 | Władysław ur. zap. po 1180 zm. przed 1199          | Władysław ur. zap. po 1180 zm. przed 1199          |                                                         |                                                         |                                              |                                              |                                                        |                                                        |